# Rolls-Royce Avon

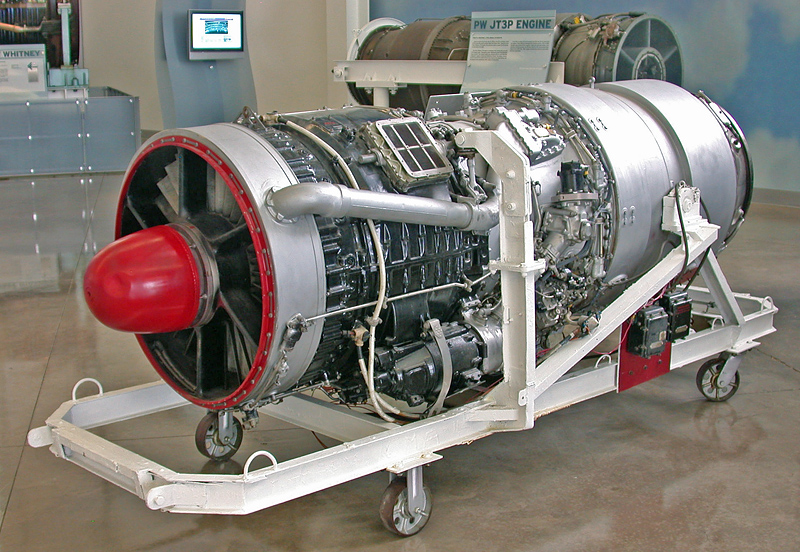
Rolls-Royce Avon. Neuere Ausführung mit Rohr-Ringbrennkammer

Das Rolls-Royce Avon ist das erste Strahltriebwerk von Rolls-Royce mit Axialverdichter und wurde zwischen 1950 und 1974 über 11.000-mal produziert. Für Stromerzeugungsaggregate wird das Triebwerk weiterhin produziert.

## Geschichte

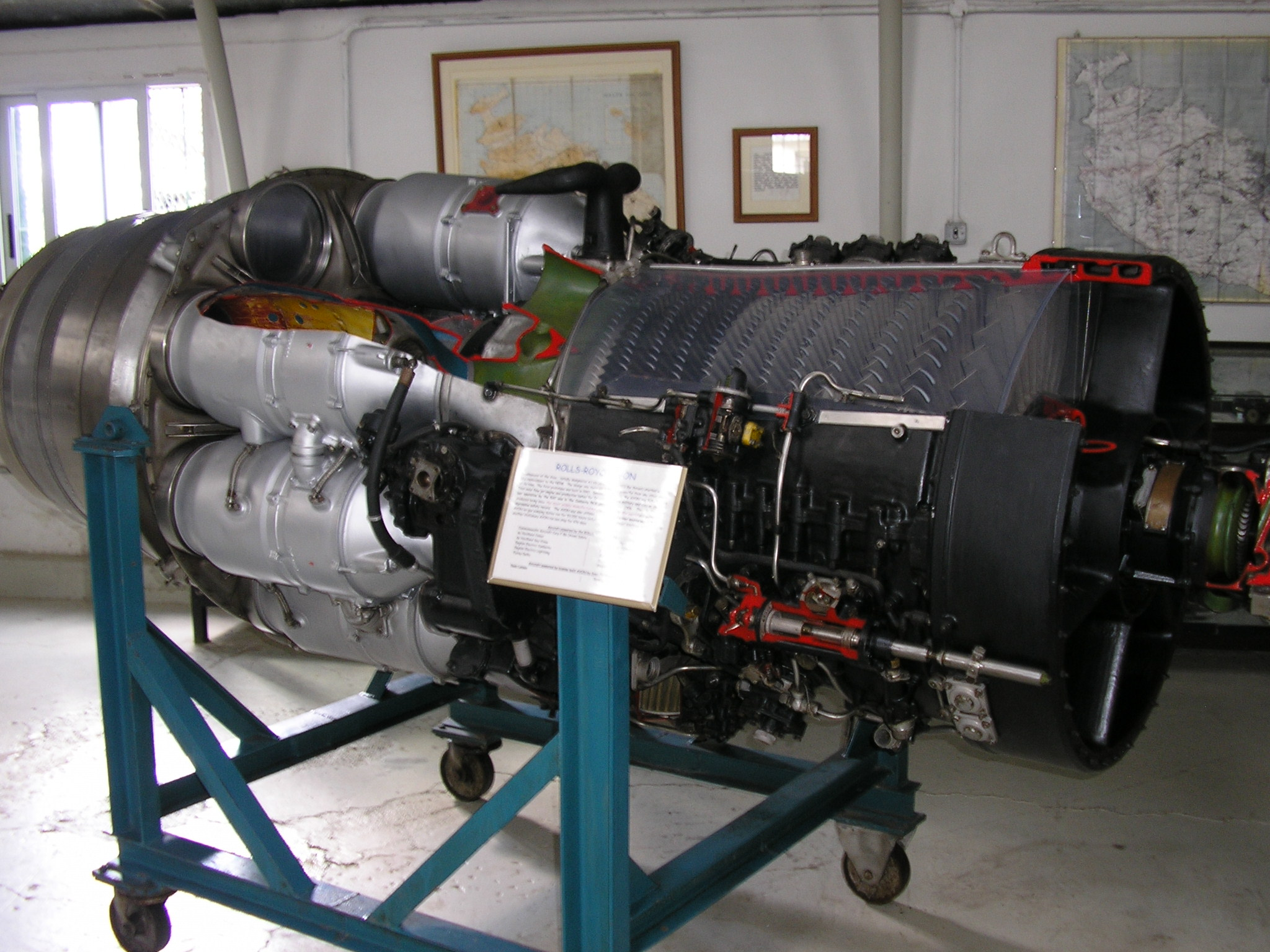
Schnittmodell eines frühen Avon im Malta Aviation Museum. Die zylindrischen Einzelbrennkammern sind gut zu erkennen.

Nach den Strahltriebwerken Welland, Derwent und Nene mit Radialverdichter wurde ab 1945 der vierte Typ von Rolls-Royce zunächst unter dem Namen AJ.65 (Axial Jet, 6500 lb Schub) entwickelt. Diese Version entwickelte einen Schub von 29 kN. Nach der Fertigstellung des ersten Prototyps fand der erste Standlauf am 25. März 1947 statt. Das Triebwerk beschleunigte nicht wie erhofft und musste in Teilen umkonstruiert werden. Im August 1948 flogen zwei Vorserientriebwerke nach ihrer Boden-Testserie zunächst in einer Avro Lancastrian; die beiden äußeren Motoren des Flugzeuges waren durch die Jet-Triebwerke ersetzt worden. Dieses R.A.2 genannte Triebwerk trieb im Jahr 1949 auch den Prototypen der English Electric A.1, der späteren English Electric Canberra an.
Die Serienproduktion startete mit der Version RA.3/Mk.101 mit Einzelbrennkammern, deren erste Auslieferungen im Juni 1950 erfolgten. In Lizenz stellte Svenska Flygmotor eigene Varianten für die Saab 32 Lansen (RA.3/Mk.109 als RM5) und Saab 35 Draken (verbessertes RA.29 als RM6) her. Für die de Havilland Comet wurde eine leistungsgesteigerte Version RA.7/Mk.114 gebaut. Mit Rohr-Ringbrennkammer folgten weitere Typen mit noch höherer Leistung: RA.14/Mk.201 (42 kN), RA.26 (44 kN), RA.28/Mk.207 (45 kN). Den höchsten Schub erzielte die Version RA.29 Mk.301/2 (RB.146) für die English Electric Lightning, die 56,5 kN, mit zusätzlichem Nachbrenner sogar fast 73 kN Schub lieferte.
Rolls-Royce Avon werden unter der Bezeichnung RT48/RT56 auch als stationärer Antrieb beispielsweise auf Bohrinseln genutzt.
Unter anderem waren folgende Zivil- und Militärflugzeuge mit dem Avon ausgerüstet:
- De Havilland DH.106 Comet Mk II (RA.7/Mk.114)
- De Havilland DH.110 Sea Vixen
- English Electric Canberra (RA.3/Mk.101)
- English Electric Lightning (RA.29 Mk.301/2)
- Fairey Delta
- Hawker Hunter
- CAC F-86 Sabre
- Ryan X-13 Vertijet (RA.28-49[5])
- Sud Aviation Caravelle (RA.26)
- Supermarine Scimitar
- Vickers 667 Valiant (RA.14/Mk.201)

Im Jahr 1951 flog die Canberra WD932 von Nordirland nach Neufundland und überquerte den Atlantik möglicherweise als erstes Jetflugzeug ohne Zwischenlandung, angetrieben von Rolls Royce Avons.
Am 4. Oktober 1958 fand die Avon erneut Verwendung bei der ersten flugplanmässigen Atlantiküberquerung einer Comet der BOAC.

## Technische Daten
Avon RA.21:
- Länge: 2600 mm
- Durchmesser: 1070 mm
- Schub: 35,6 kN
- Verdichter: 12-stufig axial (ab der 200er Serie 15-stufig, ab der 300 Serie sogar 16-stufig)
- Turbine: 2-stufig axial (in 100er Serie 1 oder 2-stufig, in 200 Serie 2-stufig, in 300 Serie teilweise 3-stufig)

## Quelle
- Infotafel im Malta Aviation Museum